# Stenaelurillus abramovi
Stenaelurillus abramovi är en spindelart som beskrevs av Dmitri Viktorovich Logunov 2008. Stenaelurillus abramovi ingår i släktet Stenaelurillus och familjen hoppspindlar. Inga underarter finns listade i Catalogue of Life.